# デンマークのイスラム教

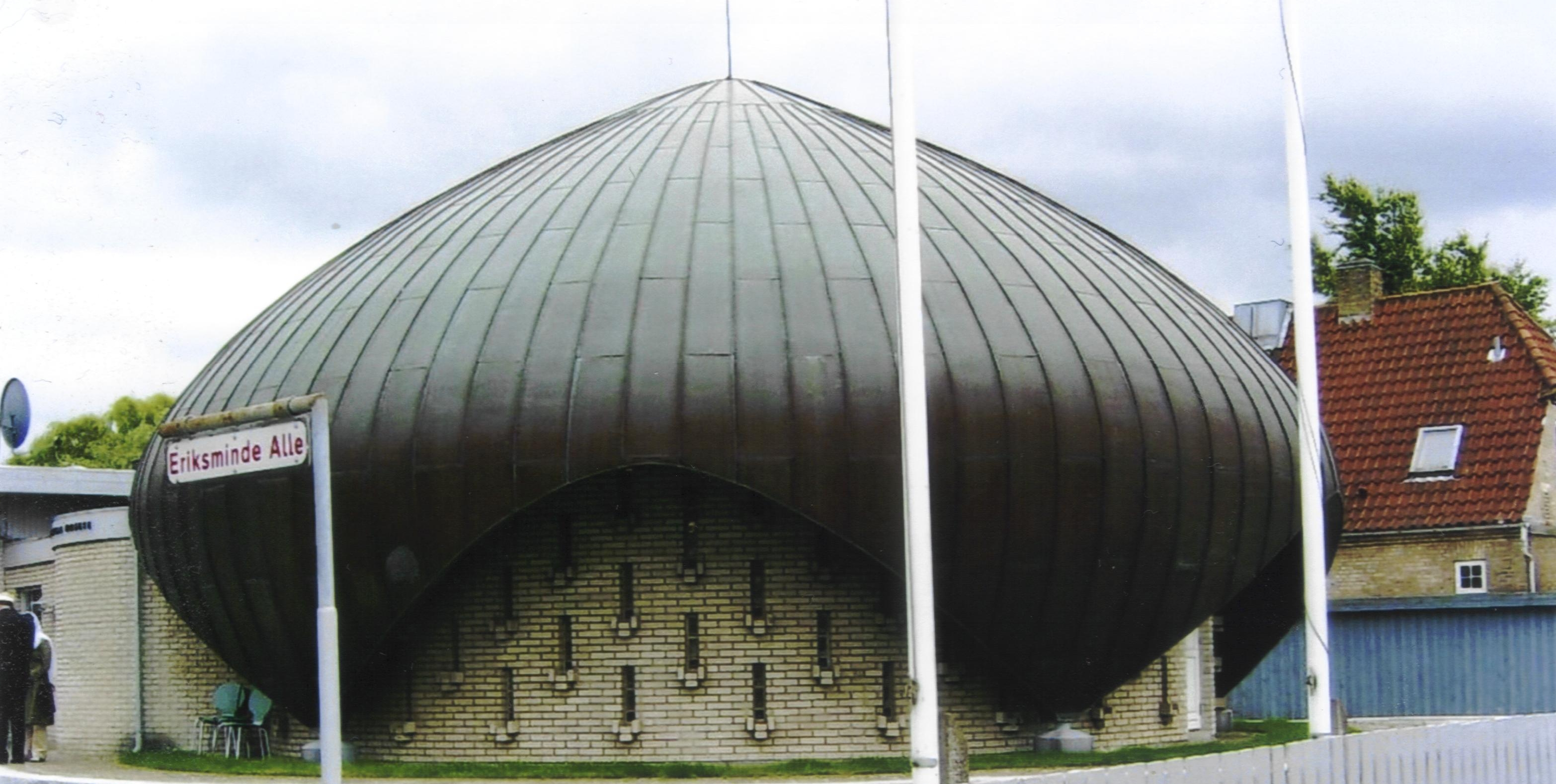
コペンハーゲン郊外のビズオウアにあるモスク。アフマディーヤ・ムスリムコミュニティにより運営されている。北欧では初のモスクであり、1967年に設立された。

本項目では、デンマークのイスラム教について記述する。
イスラム教はデンマーク国内の少数派宗教の中では最大の信者数を有する。アメリカ合衆国国務省によると、デンマークの全人口の約3.7％がムスリム（イスラム教徒）であるが、デンマーク外務省を含む他の資料では、より小さい数字が掲載されている。
BBCによると、デンマークには約27万人のムスリムが居住している（全人口560万人の約4.8%に相当する）。 1970年代、ムスリムがトルコ、パキスタン、モロッコ、旧ユーゴスラビアから労働者として移住してきた。1980年代から90年代には、移住するムスリムの大部分がイラン、イラク、ソマリア、ボスニア・ヘルツェゴヴィナといった国からの難民や亡命希望者で占められるようになった。
移民のデンマーク人の中にはイスラム教に改宗したものもいる。約2,800人のデンマーク人がイスラム教に改宗しており、毎年約70人のデンマーク人が改宗している。対照的に、2000年から2004年までの間は約300人のデンマーク人がイスラム教からキリスト教に改宗している。

## 歴史と背景
デンマークにおいて信教の自由は法で保証されており、2005年時点において19のムスリムコミュニティが公式に宗教団体として認可を受け、一定程度の税収を得ている。しかし、西洋諸国の多くの国と異なり、デンマークには政教分離の思想がかけており、結果として、税収による補正を受けているにもかかわらず、デンマーク国教会に見られる経済的利点はムスリムや他の少数派宗教団体の間では共有されていない。
1980年代から1990年代にかけて、ムスリムが含まれる一定数の亡命希望者がデンマークにやってきた。1980年代にはイランやイラク、ガザ、ヨルダン川西岸地区といった地域から、1990年代にはソマリアやボスニア・ヘルツェゴヴィナといった地域から多くのムスリムが移住してきた。亡命希望者の中には彼らの祖国でテロの容疑をかけられている者もいた。
亡命希望者はデンマークのムスリムの約40％を占めている。
かつて、デンマークに移住してきたムスリムの大部分は家族再統合の一環としてデンマークにやってきた。デンマークの内閣は2002年に家族再統合を難しくする法案を可決した。また、この法案は男女とも24歳以上であり強制されることなしに入籍するに十分年齢を重ねていることを前提とした上で強制結婚を取り消すことも可能にした。新法は男女とも24歳以上のカップルであること、各々を支援する能力がある共住配偶者を要件としている。

## 宗教問題
1967年、ヌスラト・ジャハーンモスクがコペンハーゲン郊外のビズオウアに建設された。このモスクはアフマディーヤの信者によって使用されている。
国内には他にもモスクが存在するが、それらは専用の目的で建設されたものではない。デンマークにおいて、モスクもしくはその他の宗教施設を建設することは禁じられており、非常に厳しい区画法が敷かれている。土地の一部分はアマー島（コペンハーゲン付近）にある大モスク用に確保されているが、資金調達は行っていない。デンマーク人ムスリムは計画への融資への協力を継続しておらず、サウジアラビアからの資金といった外部からの支援金で運営していくことに賛同していない。反モスク法を推進するデンマーク国民党による主張によれば、イランやサウジアラビアが融資元であるとされている。これらの国はデンマーク国民党から専制国家とみなされている。
デンマーク国内の7つの墓地にはムスリム用に区分された区画が存在する。デンマーク人ムスリムの大部分はこれらの墓地に眠っており、また約70人は彼らの出自となる国で埋葬を行うため外国に移送されている。2006年9月にはコペンハーゲン付近のブレンビーに専用のムスリム用墓地が開設された。
2009年、アメリカ合衆国国務省はデンマークの信教の自由に関する報告を発表した。報告では、移民に対する差別の事件が散発的に起こっており、この中には墓の冒涜行為が含まれている。

差別的な落書き、軽度の暴行、サービスの拒否、出自民族による雇用差別などを含む反移民感情からくる事件が散発的に起こっている。少数派宗教信仰者に対する社会差別は少数民族に対する差別との区別が難しい。政府は事件を批判し調査を行ったが、人種差別やヘイトクライムの罪状により裁判にまで持ち込まれたケースは非常に少ない。報告では民族的、宗教的少数者の墓に対する冒涜などの事件は続いている。

## 学校
ムスリムのための最初の私立学校は1978年にヘルシンゲルで設立されたイスラムアラビアスクール（デンマーク語: Islamisk Arabiske Skole）であり、あらゆる国の生徒も受け入れていた。今日、デンマーク国内には約20のムスリムのための学校があり、その大部分が大都市に設置されている。ムスリム学校は今では出自別のクラスを提供できるほどに大規模になっている。1980年代に、パキスタン人やトルコ人、アラビア語話者のための学校が設立された。さらにソマリア人、パレスチナ人、イラク人移民用の学校が1990年代に設立された。今日では6～7の国籍の子供がムスリム学校に通っている。
ムスリム学校の内最大の学生数を有する学校はNørrebroにあるDia Privatskoleであり、学生数は約410人である。2つのパキスタン人用の学校ではウルドゥー語を母語として教えており、いくつかのトルコ人移民用の学校ではトルコ語の初歩の授業が導入されている。他の大部分の学校はアラビア語話者の学生のための授業を提供している。

## 風刺漫画掲載問題
デンマークの新聞、ユランズ・ポステンは2005年9月にイスラム教の預言者ムハンマドの12のカリカチュアに関する記事を掲載した。この風刺漫画は国際問題を引き起こし、最終的には複数の国におけるデンマーク産製品のボイコットや世界規模の抗議といった外交上の問題にまで発展した。一方で、大規模な抗議に対抗する形で反移民政策を掲げるデンマーク国民党に対する支持増加をももたらした。

## 組織
- Islam i Danmark（デンマークのイスラム教、IslamDK）、2007年設立、本部はコペンハーゲン
- Foreningen af Demokratiske Muslimer（民主ムスリム会）、2006年にナサ・カダーが設立。現在の会長はMoustapha Kassemである。
- Islamisk Trossamfund、スンナ派サラフィー主義の傾向が強い。モロッコ生まれのデンマーク人イマームであるMostafa Chendidが運営している。
- Muslimer i Dialog[20]、大部分がスンナ派、Noman MalikとAbdul Wahid Pedersenが運営している。スポークスマンはZubair Butt Hussainである。
- ヒズブ・タフリール、主にスンナ派を信仰。
- Foreningen Salam（サラーム協会）、シーア派の女性により運営されている[21]
- UngeMuslimer Gruppen（青年ムスリム団）、シーア派。本部はコペンハーゲンにある[22]。
- アフマディーヤ・ムスリムコミュニティ・デンマーク

## 著名なデンマーク人ムスリム
- Ahmad Abu Laban
- ナサ・カダー
- Asmaa Abdol-Hamid